# Cornu (slak)
Cornu is een geslacht van weekdieren uit de klasse van de Gastropoda (slakken).

## Soorten
De bekendste representant in dit geslacht is de Segrijnslak, ofwel Cornu aspersum (O. F. Müller, 1774). De Segrijnslak komt voor in twee morfotypen: de kleine segrijnslak (Cornu aspersum aspersa of Cornu aspersum sensu stricto), ook wel bekend onder de Franse naam petit gris; en de grote segrijnslak (Cornu aspersum maxima), ook wel bekend onder de Franse naam gros gris. De gros gris komt vooralsnog niet voor in de Nederlandse natuur.
Een tweede representant van het Cornu geslacht is de recentelijk bijgevoegde Cornu mazzullii (De Cristofori & Jan 1832).